# بيت فرج (الرضمة)

تعديل مصدري - تعديل

محلة بيت فرج محلة تابعة لقرية الجرف الاعلى، التابعة لعزلة يحير بمديرية الرضمة إحدى مديريات محافظة إب في الجمهورية اليمنية.، بلغ تعداد سكانها 70 حسب تعداد اليمن لعام 2004.